# Синжерейський район
Синжерейський район або Синджерей (рум. Sîngerei) — район у північно-західній Молдові. Адміністративний центр — місто Синжерея.
Межує з Ришканським і Дондушенським районами та муніципієм Бєльці на північному заході та півночі, Флорештським районом на північному сході, Теленештським районом — на південному сході та з Унгенським районом на півдні, а також із Фалештським районом на заході.
Національний склад населення згідно з Переписом населення Молдови 2004  та 2014 років.
| етнічна група     | 2004           | 2004      | 2014           | 2014      |
| етнічна група     | кількість осіб | частка, % | кількість осіб | частка, % |
| ----------------- | -------------- | --------- | -------------- | --------- |
| молдовани/румуни  | 75 301         | 86,40     | 70 485         | 88,31     |
| українці          | 8 456          | 9,70      | 5 783          | 7,25      |
| росіяни           | 3 029          | 3,48      | 2 472          | 3,10      |
| цигани            | 56             | 0,06      | 29             | 0,04      |
| поляки            | 48             | 0,06      | ...            | ...       |
| ґаґаузи           | 47             | 0,05      | 44             | 0,05      |
| болгари           | 43             | 0,05      | 31             | 0,04      |
| євреї             | 10             | 0,01      | ...            | ...       |
| інші / не вказали | 163            | 0,19      | 970            | 1,21      |
| Всього            | 87 153         | 100       | 79 814         | 100       |

Повсякденна мова мешканців району (2014):
| мова                 | кількість осіб | частка, % |
| -------------------- | -------------- | --------- |
| молдовська/румунська | 68 870         | 86,29     |
| російська            | 6 876          | 8,62      |
| українська           | 2 745          | 3,44      |
| інші                 | 90             | 0,11      |
| не вказали           | 1 233          | 1,54      |
| всього               | 79 814         | 100       |